# Portrait d'un homme âgé (van Dyck)
Le Portrait d'un homme âgé est un tableau du peintre flamand baroque Antoine van Dyck réalisé vers 1620 et qui est actuellement conservé aux Musées royaux des beaux-arts de Belgique à Bruxelles.